# Christophe Civeton
Christophe Civeton (* 1796 in Paris; † um 1831) war ein französischer Zeichner, Kupferstecher und Lithograph.

## Leben und Werk

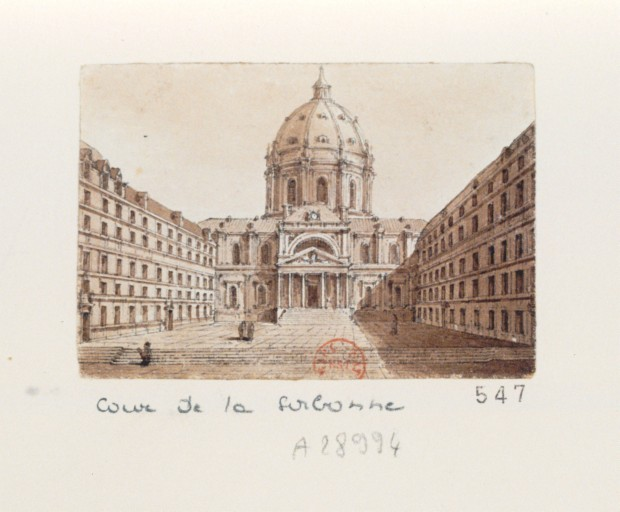
Hof der Sorbonne

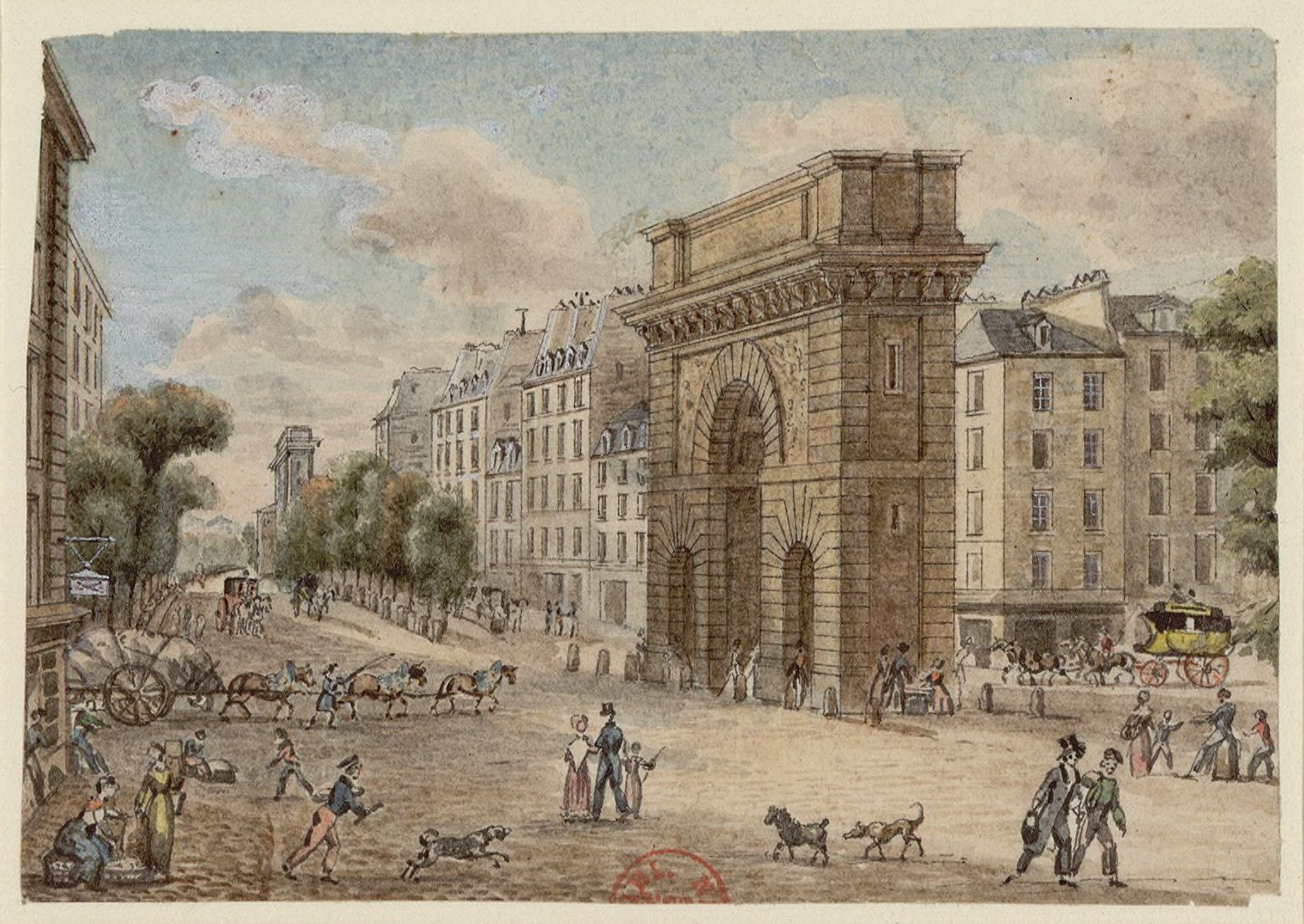
Porte und Boulevard Saint-Martin, 1829

Über die Lebensgeschichte von Christophe Civeton ist wenig bekannt. Er war ein Schüler von Jean-Victor Bertin im Fach Landschaftsmalerei und Nicolas Ponce für den Kupferstich. Civeton wurde namhaft durch seine Zeichnungen von Denkmälern und Landschaften von Paris und seiner Umgebung, die von großem dokumentarischem Interesse sind. Die Arbeiten Civetons wurden von François Louis Couché (1782–1849) verlegt und zum Beispiel von Jacques-Antoine Dulaure (1755–1835) für seine Histoire de Paris und Description de Paris et de ses environs, ses Singularités historiques, etc. in Auftrag gegeben. Die Stiche beruhten auf den Werken verschiedener Künstler, wie Jean-François Millet und Georges Malbeste (1754–1843) für den Stahlstich der Tour de Guinette der Burg Étampes.

## Werke
- Eine Serie von 85 Sujets, die die verschiedenen Denkmäler der Stadt Paris repräsentieren, die wiederum durch andere wie Adam Beyer, Couché, Cook, Desaulx, Dureau, Fortier, Gossard, Phitzer, Reville reproduziert wurden
- Serie von 92 Ansichten der wichtigsten Monumente in Paris, die von den oben genannten Künstlern für die Histoire de Paris gestochen wurden
- 24 perspektivische Ansichten von Räumen und Treppenanlagen des „Musée royal du Louvre“ unter Philippe Auguste, Karl V. und in seinem aktuellen (damaligen) Zustand. Seine Entwürfe wurden durch Hibon und Normand Sohn für das Buch des Charles Othon Frédéric Jean-Baptiste de Clarac (1777–1847) über das Königliche Museum gestochen
- Die Gemeinschaft der Königin Marie-Antoinette in der Conciergerie, Lithographie
- Innenansicht der Abtei von St-Ouen de Rouen, Aquarelle, exp. im Jahre 1827
- Ansichten der 82 Hauptstädte der französischen Departements, Aquarell
- Die wichtigsten Sehenswürdigkeiten von Frankreich, Zeichnungen, Kopien, von illustrieren die Histoire nationale de France von  Girault De Saint-Fargeau
- Ansicht des Hôtel de Cluny, 1822[3]